# Edie (Pensilvania)
Edie es un lugar designado por el censo ubicado en el condado de Somerset en el estado estadounidense de Pensilvania. En el año 2010 tenía una población de 83 habitantes y una densidad poblacional de 55,3 personas por km².

## Geografía
Edie se encuentra ubicado en las coordenadas 40°5′12″N 79°7′38″O / 40.08667, -79.12722.. Según la Oficina del Censo de los Estados Unidos, Edie tiene una superficie total de 0,56 mi² (1,5 km²), de la cual 0,56 mi² (1,5 km²) corresponden a tierra firme y 0 mi² (0 km²) es agua.